# Pyramid (musikalbum)
Pyramid är ett album av den engelska musikgruppen The Alan Parsons Project, utgivet 1978.

## Låtlista
Samtliga låtar skrivna av Alan Parsons och Eric Woolfson.
Sida 1
1. "Voyager" - 2:24
2. "What Goes Up..." - 3:31
3. "The Eagle Will Rise Again" - 4:20
4. "One More River" - 4:15
5. "Can't Take It with You" - 5:06

Sida 2
1. "In the Lap of the Gods" - 5:27
2. "Pyramania" - 2:45
3. "Hyper-Gamma-Spaces" - 4:19
4. "Shadow of a Lonely Man" - 5:34

## Medverkande
Sång
- Colin Blunstone
- Dean Ford
- David Paton
- Lenny Zakatek
- Jack Harris
- John Miles

Kör och orkester
- Arrangemang: Andrew Powell
- Orchestral Contractor: David Katz
- Kör: The English Chorale
- Körledare: Bob Howes

Instrument
- Bas: David Paton
- Trummor och slagverk: Stuart Elliot
- Elgitarr: Ian Bairnson
- Akustisk gitarr: Ian Bairnson, David Paton, Alan Parsons
- Keyboard: Eric Woolfson, Duncan Mackay

Teknisk ledning
- Producerad av Alan Parsons
- Exekutiv producent Eric Woolfson
- Teknisk assistans: Pat Stapley, Chris Blair
- Mastering: Chris Blair
- Omslagets design: Hipgnosis